# Изречение
Изречението е граматически и интонационно оформена цялостна езикова единица, чрез която се изразява завършена мисъл. Изречението се характеризира с интонационна и семантична цялостност. Това е най-голямата граматична единица на езика и най-малката градивна единица на текста. Изречението е и основната структурна единица на текста.
Изречението има цялостна граматическа форма, логически издържано съдържание, може да има емоционални оттенъци, изречението изразява мисли, чувства и волеви подбуди. Пунктуационно може да завършва с точка, въпросителна, удивителна или многоточие.
Науката синтаксис се занимава с изследването на закономерностите, по които думите са подредени смислено в изречения. Основните синтактични елементи на изречението са подлогът, сказуемото, допълненията, определенията и обстоятелствените пояснения.
В зависимост от службата, която изпълняват в строежа на изречението, думите се разглеждат като части на изречението.
Към изречението има отношение не само езикознанието, но също предикатната и философската логика.

## Основни признаци на изречението
Главните структурно-граматически признаци на изречението са предикативност (сказуемост), модалност, интонация и граматическа оформеност.

## Класификация по структура
По състав и строеж се различават два вида изречения – прости и сложни.
Изречение, което може да бъде и самостоятелно в рамките на сложното изречение, към което се отнася подчиненото изречение, се нарича главно.

### Прости
Изречение, изразяващо само една мисъл, съдържащо само едно съждение, се нарича просто изречение. В простото изречение има само един предикативен център, приписващ признак на предмет.
Например: По улицата се зададе кола. Колата спря пред нас.

#### Видове прости изречения
- Едносъставни прости изречения – предикативното отношение е изразено само в една част, тоест те се състоят само от подлог (група на подлога) или само от сказуемо (група на сказуемото).
  - Едносъставни глаголни изречения. Пример: Съмна се.
  - Едносъставни именни изречения. Пример: Тих вятър, прохлада.
  - Неразчленими прости изречения. Примери: Да. Не. Е? Олеле!
- Двусъставни прости изречения – предикативното отношение е изразено в две части: групата на подлога и групата на сказуемото. (Пример: Котката подскочи.)

### Сложни
Сложното изречение съдържа повече от един предикативен център. Може да се каже, че изречение, което се състои от две или повече прости изречения, които заедно съставят смислово единство, се нарича сложно изречение. Сложното изречение има толкова сказуеми, от колкото прости изречения се състои.
Например: „Отидох у леля, която беше направила сладки.“
„Човекът влезе в апарата, закрепи се здраво на подпорите, завърза въже около тялото си.“
„Многолюдна тълпа наблюдаваше отстрани експерименталната подводна машина, която всички наричаха „камбаната“.“
Един текст може да бъде изграден от няколко сложни изречения. Съответно всяко от тях е съставено от прости изречения, които са свързани по различен начин.

#### Видове сложни изречения
Според начина на свързване на простите изречения в сложното има два основни вида сложни изречения:

##### Сложно съчинено
(1) Човекът влезе в апарата, (2) закрепи се здраво на подпорите и (3) завърза въже около тялото си.
Изречението е сложно съчинено. То съдържа три прости изречения, всяко от които може да се употреби самостоятелно, без да загуби смисъла си:
(1) Човекът влезе в апарата
(2) Закрепи се здраво на подпорите.
(3) Завърза въже около тялото си.
Простите изречения са свързани съчинително: (1) и (2) – безсъюзно, а (2) и (3) със съюза „и“.
Простите изречения в сложното съчинено изречение са:
- самостойни по смисъл
- синтактично равноправни
- свързани съчинително

Съчинителни са съюзите, които свързват:
- еднородните части в простото изречение;
- простите изречения в сложното съчинено изречение.

Съчинителни съюзи са: и, или, но, а, ала, обаче, и-и, дали-или, нито-нито, ту-ту и др.
Сложно съчинено изречение:
- вид сложно изречение (състои се от две или повече прости изречения)
- простите изречения в състава му са самостойни по смисъл (могат да се употребяват самостоятелно, независимо от другите)
- свързването между простите изречения е съчинително (безсъюзно или със съчинителни съюзи)

Видове сложни съчинени изречения:
- съединителни – показват едновременни или последователни действия;
- съотносителни (разделителни) – показват, че се върши едното от две възможни действия;
- противоположни – изразяват противопоставяне или съпоставяне.

###### Сложно съчинено съотносително (разделително) изречение
В сложното съчинено съотносително изречение действията се сменят постоянно, използват се двойните съюзи или-или, ту-ту и др.
Например: Черни орляци гарвани прехвъркват над пътя или кацат по оголелите върхове на дърветата.
(1) Черни орляци прехвъркват над пътя.
(2) Кацат по оголелите върхове на дърветата.
Изреченията (1) и (2) са свързани съчинително със съюза „или“.

###### Сложно съчинено съединително изречение
Действията в сложното съчинено съединително изречение се извършват последователно или едновременно, а съюзите са и, или, та, па („та“ и „па“ са остарели форми и се използват по-рядко днес, основно в литературните произведения).
Например: Ръцете им и краката им се вкочанясаха, бузите посиняха и те се прибраха вкъщи.
(1) Ръцете им и краката им се вкочанясаха.
(2) Бузите посиняха.
(3) Те се прибраха вкъщи.
Изреченията са свързани по следния начин: (1) и (2) – безсъюзно, а (2) и (3) със съюза „и“.

###### Сложно съчинено противоположно изречение
В сложното съчинено противоположно изречение действията се противопоставят едно на друго, а синтактичната връзка се осъществява от съюзите а, ала, ама, но, само че или някоя от думите обаче и пък, по-рядко безсъюзно.
Например: До вчера щурците допяваха песента на лятото, а от снощи замлъкнаха.
(1) До вчера щурците допяваха песента на лятото.
(2) От снощи замлъкнаха.
Изреченията (1) и (2) са свързани чрез съюза „а“.

###### Сложно съчинено разнородно изречение
В сложното съчинено разнородно изречение се използват съчинителни връзки от поне два различни типа, затова то трябва да съдържа поне три прости изречения.
Например: Той горял на огън за Мария и решил или да загине, или да я спечели.

##### Сложно съставно изречение
Сложното съставно изречение се изгражда чрез подчинителни синтактични връзки.
Пример:
(1) Многолюдна тълпа наблюдаваше отстрани експерименталната подводна машина, (2) която всички наричаха „камбаната“.
Изречението е сложно съставно. То съдържа две прости изречения:
– главно изречение (1);
– подчинено изречение (2).
Второто е зависимо от първото и не може да се употреби самостоятелно, без да загуби смисъла си.
Простите изречения в случая са свързани подчинително чрез съюзната дума „която“. В общ синтактичен план простите изречения в сложното съставно изречение са:
- зависими едно от друго по смисъл;
- синтактично неравноправни (има само едно главно и поне едно подчинено изречение);
- свързани подчинително.

##### Сложно смесено изречение
Сложно смесено изречение е сложно изречение, в което едни от простите изречения са свързани съчинително, а други – подчинително.
Пример: „Буйните ниви скриваха слога от хищниците, а острите тръни убождаха всеки, който навлизаше в тях.“
Сложното смесено изречение се състои от поне три прости изречения.

#### „Празно място“ и подчинено изречение
Изречението може да се мисли като коридор с празни стаи – по една стая за подлога, сказуемото, допълненията, обстоятелствените пояснения. Когато съставя изречение, говорещият запълва всяка празна стая с думи. Във всяко от празните места без сказуемото може да влезе и дума определение.
Празните места на подлога, допълненията и обстоятелствените пояснения могат да бъдат запълнени:
— с една дума:
Сутринта заваля.
— със словосъчетание:
В ранната сутрин заваля.
— с изречение:
Когато настъпи сутринта, заваля.

#### Видове подчинени изречения
Допълнителното изречение пояснява сказуемото на главното изречение и отговаря на въпрос защо, кого и други. Допълнителното изречение стои след главното.
Когато празно място в глаголното изречение е запълнено с друго изречение, то това изречение е подчинено. Подчинените изречения са
— в мястото на подлог – сложно съставно с подчинено подложно
Да се плува  е приятно.
Открива се най-често с въпросите „кой (извършва действието), какво (извършва действието)“ и т.н. (въпросите за откриване на подлог в изречението)
— в мястото на допълнение – сложно съставно с подчинено допълнително
Обичам да плувам.
Открива се най-често с въпросите „какво, що“ и т.н. (въпросите за откриване на допълнение в изречението)
— в мястото на обстоятелственото пояснение – сложно съставно с подчинено обстоятелствено пояснение
Радвам се, когато плувам.
Открива се най-често с въпросите „как, къде, кога“ и т.н. (въпросите за откриване на обст. пояснение в изречението)
— към съществителните във всички места – сложно съставно с подчинено определително
Плуването е спорт, който много харесвам.
Открива се най-често с въпросите „какъв, каква, какво, какви“ и т.н.(въпросите за откриване на определение в изречението)

## Видове изречения по цел на изказването
По цел на изказването изреченията се делят на съобщителни, въпросителни, възклицателни, подбудителни и желателни.

### Съобщителни изречения
Чрез съобщителните изречения говорещият изказва твърдения, предава сведения, събития и т.н.
Вчера бях на излет. Днес имам много работа. Ще ти звънна по-късно.
Съобщителните изречения са най-често срещаният тип изречения по цел на изказването.
Съобщителните изречения могат да бъдат във всяко наклонение с изключение на повелителното.
Съобщителните изречения завършват с точка, освен когато мисълта е недовършена – тогава завършват с многоточие:
Не искал да се получи така, но...

### Въпросителни изречения
С въпросителното изречение говорещият иска сведение от събеседника:
Какво дават по новините? Би ли работил усърдно, ако ти плащат малко?
Въпросителните изречения завършват с въпросителен знак, ако са завършени; в противен случай завършват с въпросителна и многоточие (в произволен ред):
Ще ме слушаш ли, или...?
Всяко съобщително изречение може да се превърне във въпросително, като се изговори с въпросителна интонация:
Петър изкопал гърне със злато?
Въпросителните изречения могат да бъдат във всякакво наклонение.

### Възклицателни изречения
Възклицателните изречения изразяват силно чувство:
Обичам те, мое мило Отечество!
В края на възклицателните изречения се пише удивителен знак, а ако са незавършени или след тях трябва да се направи пауза, то в края им се пише удивителна и многоточие (в произволен ред):
О, как се люшкахме в надеждите!...
Изречение, което по строеж е въпросително, се превръща във възклицателно, когато с него говорещият не пита, а изразява чувство:
Колко щъркели се бяха събрали там!
В случая чрез изречението се изразява учудване, а не се искат сведения, което личи по това, че думата щъркели е в обикновената си форма за мн.ч.
Колко щъркела се бяха събрали там?
Сега изречението съдържа бройната форма за мн.ч. и е въпросително: с него говорещият пита за броя на щъркелите.
С възклицателно изречение може едновременно да се пита и да се изразява чувство. Тогава в края му се пише и въпросителна, и удивителна (в произволен ред):
Как смееш да му говориш така?!
С това изречение говорещият изразява учудване и възмущение и същевременно пита за обяснение.

### Подбудителни изречения
С подбудителните изречения говорещият подтиква събеседника си да извърши, да не извършва или да прекрати определено действие:
Подай ми книгата. Не я отваряй! Стига си мърморил!
Подбудителните изречения обикновено са в повелително наклонение, но могат да бъдат и в изявително:
Веднага им се обаждаш и им се извиняваш!
Използването на изявително наклонение прави заповедта по-категорична.
Подбудителните изречения могат да се преизказват:
Петър да напишел отчета до вечерта!
Подбудителните изречения могат да изразяват не само заповед, а и молба, съвет, предложение и др. В края им се пише точка, ако са изказани спокойно (многоточие, ако са недовършени). Ако са изказани енергично, в края им се пише удивителна (а ако са недовършени – многоточие и удивителна в произволен ред).

### Желателни изречения
С желателните изречения говорещият изразява желание, чието осъществяване не зависи от говорещия и от събеседника:
Да живееш хиляда години! Дано не вали утре.
Желателните изречения обикновено са в повелително наклонение, но има и безглаголни желателни изречения:
Честит рожден ден! Лека нощ!
Пунктуацията на желателните изречения е същата като на подбудителните.